# Liste des horloges astronomiques d'Autriche
Cet article recense les horloges astronomiques d'Autriche.

## Liste
| Édifice                       | Localité  | Land           | Date | Notes           | Coordonnées                       | Illus. |
| ----------------------------- | --------- | -------------- | ---- | --------------- | --------------------------------- | ------ |
| Ancien hôtel de ville         | Linz      | Haute-Autriche |      | Horloge lunaire | 48° 18′ 22″ nord, 14° 17′ 13″ est |        |
| Hôtel de ville                | Peuerbach | Haute-Autriche |      |                 | 48° 20′ 37″ nord, 13° 46′ 14″ est |        |
| 17–19 Maria-Theresien-Strasse | Innsbruck | Tyrol          |      |                 | 47° 15′ 58″ nord, 11° 23′ 38″ est |        |
| Hofburg                       | Vienne    | Vienne         |      | Horloge lunaire | 48° 12′ 29″ nord, 16° 21′ 53″ est |        |